# 森永北陸乳業
森永北陸乳業株式会社（もりながほくりくにゅうぎょう）は、福井県福井市に本社を置き牛乳・乳製品の製造を行うメーカー。森永乳業の子会社である。主に北陸地方において森永乳の製品を製造している。

## 沿革
- 1961年（昭和36年）5月 - 富山県高岡市にて設立。
- 1963年（昭和38年） - 市乳工場として福井工場を開設。
- 1969年（昭和44年）12月 - 三ツ矢乳業を吸収合併した上で、富山工場を開設。
- 1982年（昭和57年） - 高岡工場を閉鎖。
- 2013年（平成25年） - 福井工場における市乳生産を終了し、ビフィズス菌末製品製造に転換。
- 2025年（令和7年）9月 - 富山工場を閉鎖する予定。富山工場で製造していた製品は森永乳業神戸工場などに移管する予定[2][3]。

## 事業所
- 工場
  - 福井工場（福井市高木、ビフィズス菌末製品製造）
  - 富山工場（富山県富山市向新庄町、アイスクリーム類を製造）